# 源氏森繁右エ門
源氏森 繁右エ門（げんじもり はんえもん）は、江戸時代の大相撲の第55代大関。番付上は「九州」頭書。なお、番付上の正確な表記は、「繁」は「縏」（上が「般」、下が「糸」）となっている。
1777年(安永6年)冬場所(10月)、東大関でいきなり番付に出たが、一切取組に出場しないまま1場所のみで引退してしまった。

## 主な成績
- 通算成績：0勝0敗8休

| 1777年 | x | 東大関 引退 0–0–8 |
| 各欄の数字は、「勝ち-負け-休場」を示す。 優勝 引退 休場 十両 幕下 三賞：敢=敢闘賞、殊=殊勲賞、技=技能賞 その他：★=金星 番付階級：幕内 - 十両 - 幕下 - 三段目 - 序二段 - 序ノ口 幕内序列：横綱 - 大関 - 関脇 - 小結 - 前頭（「#数字」は各位内の序列） |   |                   |